# Jijabai

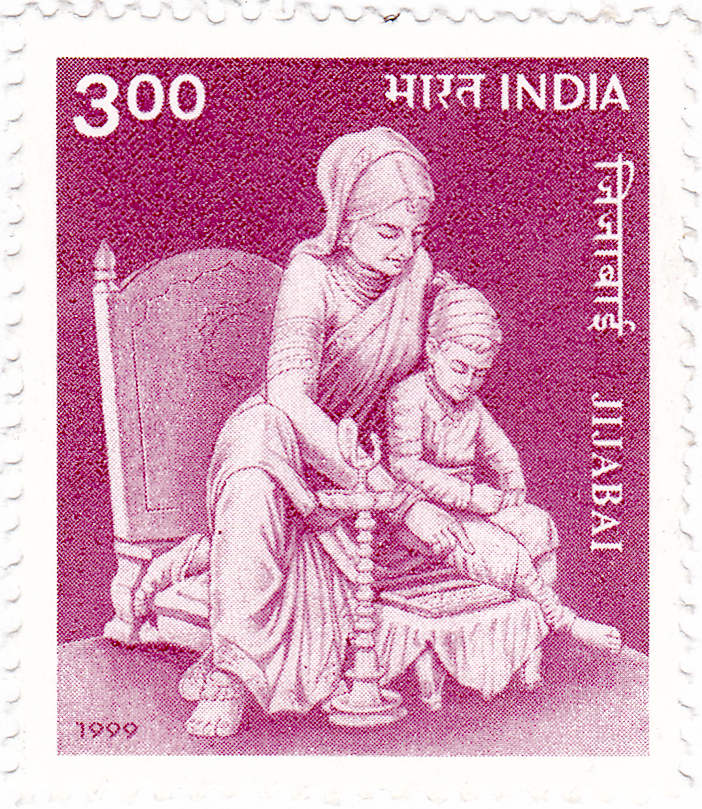
Darstellung Jijabais und ihres Sohnes Shivaji auf einer indischen Briefmarke von 1999

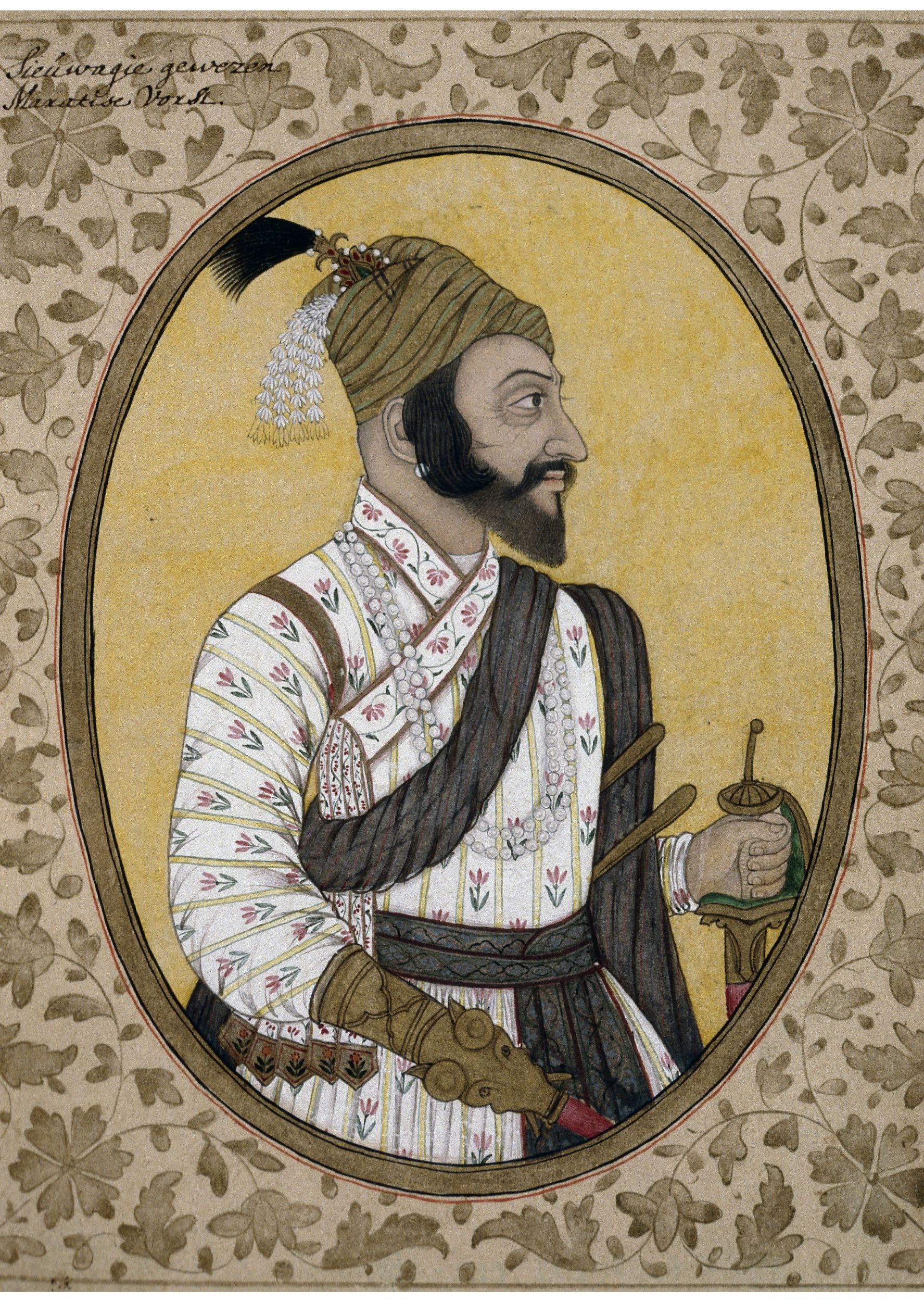
Chhatrapati Shivaji (1630–1680)

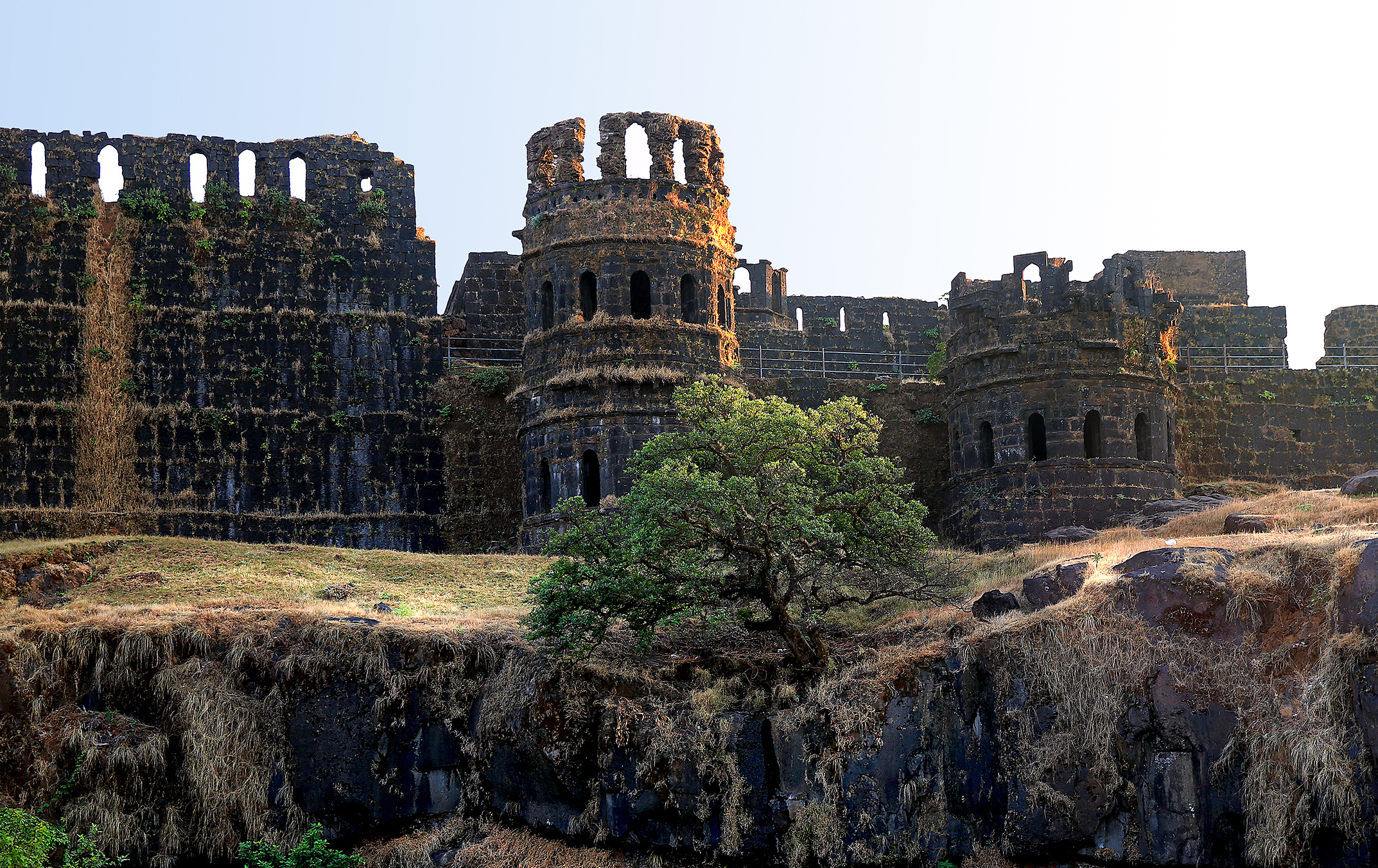
Die Festung Raigad in den Westghats

Jijabai Bhonsle (auch Jijamata, Jijau oder Jadhav; Hindi जीजाबाई; geb. 12. Januar 1598 in Jijau bei Sindkhed im Sultanat Ahmadnagar; gest. 17. Juni 1674 in Pachad, Maratha) war eine indische Aristokratin. Sie war die Mutter von Chattrapati Shivaji (1630–1680), dem Begründer des Maratha-Reiches (1674–1818).

## Biographie
Jijabai Jadhav Rao wurde 1598 als Tochter des marathischen Staatsmanns und Heerführers Lakhuji Jadhav und seiner Frau Mhalasabai Jadhav in Sindkhed Raja geboren, das heute zum Buldhana-Distrikt im Bundesstaat Maharastra gehört. Jijabai wurde als Mädchen mit Shahaji (1594–1664) aus der Dynastie der Bhonsle verheiratet. Er war Sohn von Maloji Bhosle aus Verul, der ein General des Nizam von Hyderabad war. 1630 wurde Jijabai Mutter von Shivaji. Unter seiner Führung stiegen die Marathen ab 1657 zu Rivalen der Dekkan-Sultanate Bijapur und Golkonda auf. Shivaji ernannte sich 1674 nach altem vedischen Ritual zum König (Chhatrapati). Als Mutter des Herrschers erhielt Jijabai den Titel Rajmata, auch Rastramata.
Mata Jijabai starb 1674 im Dorf Pachad, das nahe der von ihrem Sohn als zentrale Festung konzipierten Festung Raigad lag. Ihr Sohn war elf Tage zuvor zum Maharadscha gekrönt worden.

## Rezeption
Seit 1999 wird der Nari Shakti Puraskar in einer nach Jijabai benannten Hauptkategorie verliehen.
Ihr Leben war immer wieder Gegenstand von indischen Kino- und Fernsehfilmen. 1964 wurde sie von Sulochana Latkar im Film Maratha Tituka Melvava verkörpert. In dem Film Raja Shiv Chhatrapati von 1974 wurde sie von Sumati Gupte dargestellt. Jijabai wurde von Mrinal Kulkarni sowohl 2008 in einer TV-Serie Raja Shivchatrapati porträtiert, dann auch in dem Historiendrama Farzand von 2018 und in Fatteshikast von 2019. 2011 spielte Shilpa Tulaskar Jijabai in der Serie Veer Shivaji, im gleichen Jahr wurde der historische Roman Jijausaheb von Madan Patil mit Smita Deshmukh in der Hauptrolle verfilmt und der Film Rajmata Jijau kam in die Kinos. Im Filmdrama Swarajyarakshak Sambhaji über das Leben von Jijabais Enkel wurde sie von Prateeksha Lonkar verkörpert. 2019 veröffentlichte Sony Murathi die Serie Swarajya Janani Jijamata, in der Jijabais Lebensphasen von vier verschiedenen Schauspielerinnen dargestellt wurden. 2020 übernahm Padmavati Rao Jijabais Rolle im Film Tanhaji.